# Олимпий Фракийский
Олимпий Фракийский — епископ Эносский (ум. 343 году).
Память 12 июня ст. стиля.
Святой Олимпий (Olympius), епископ Эноса (Enos, Aenos), что в Румелии, противник арианской ереси, был подвергнут преследованиям, в том числе, изгнанию с кафедры при императоре-арианине Констанции II. Олимпий также поддерживал другого борца с арианством — св. Афанасия Александрийского (Великого).